# Zilgibis
Zilgibis (em grego: Ζιλγιβίς), Zilgebi (em grego: Ζίλγβι), Tzilgebir (em grego: Τζίλγβιρ) ou Ziligebes, foi um rei dos hunos do começo do século VI. Nos primeiros anos do reinado do imperador Justino I (r. 518–527), aceitou pagamento do Império Bizantino para atacar o Império Sassânida, porém logo aliou-se aos persas. Justino informou a traição a Cavades I, que executou-o em ca. 522 com seus 20 mil homens.